# La Escalerona
La Escalerona es una escalinata monumental de acceso a la playa de San Lorenzo, Gijón, Asturias (España).

## Ubicación
La Escalerona está situada en la escalera 4, en la playa de San Lorenzo, en el vértice formado entre las calles Capua y Jovellanos, barrio de El Centro. Próximo se encuentran los jardines del Náutico, el Martillo de Capua y una oficina de turismo municipal.

## Historia

### Proyecto de Miguel García de la Cruz, 1926
En 1926 el arquitecto municipal de por aquel entonces, Miguel García de la Cruz, presenta un diseño de escalera. Esto se debe a la gran distancia que existía entre las actuales escaleras 3 y 5, lo que dificultaba el acceso a la zona más occidental de la playa, que era su área más frecuentada. En la zona estaba el balneario de La Favorita, que hasta 1924 contaba con una terraza de hormigón. Esta terraza fue demolida por unos temporales por lo que la zona quedó libre para el proyecto de De la Cruz, que ya había construido El Muro (1907-1914). El proyecto consistía en una planta semicircular con una escalera en niveles, ciertamente similar al diseño posterior.

### Proyecto de José Avelino Díaz Fernández-Omaña, 1933
En enero de 1933 el Ayuntamiento, liderado por el alcalde Gil Fernández Barcia, decide retomar el proyecto. Esto se hizo para rebajar tensiones debido a los grandes problemas de empleo que atravesaba la ciudad. En marzo de ese año el arquitecto municipal José Avelino Díaz Fernández-Omaña presenta los planos y el 15 de julio de 1933 se inaugura la estructura. La Escalerona se construyó en algo más de un mes por la constructora Casa Gargallo, trabajando incluso por las noches. El ingeniero Ramón Argüelles participó en la construcción. Costó 100 000 pesetas.

### Reforma del 2000-2002
En la reforma de El Muro de 1992 se retira el termómetro existente en la columna y se añaden 3 escalones de acceso a la plataforma superior de la escalera. Ante el mal estado de conservación de la escalera, el hijo de Fernández-Omaña, Miguel Díaz Negrete, inicia su restauración en el año 2000. La Escalerona reabre en la primavera de 2002.

## Descripción

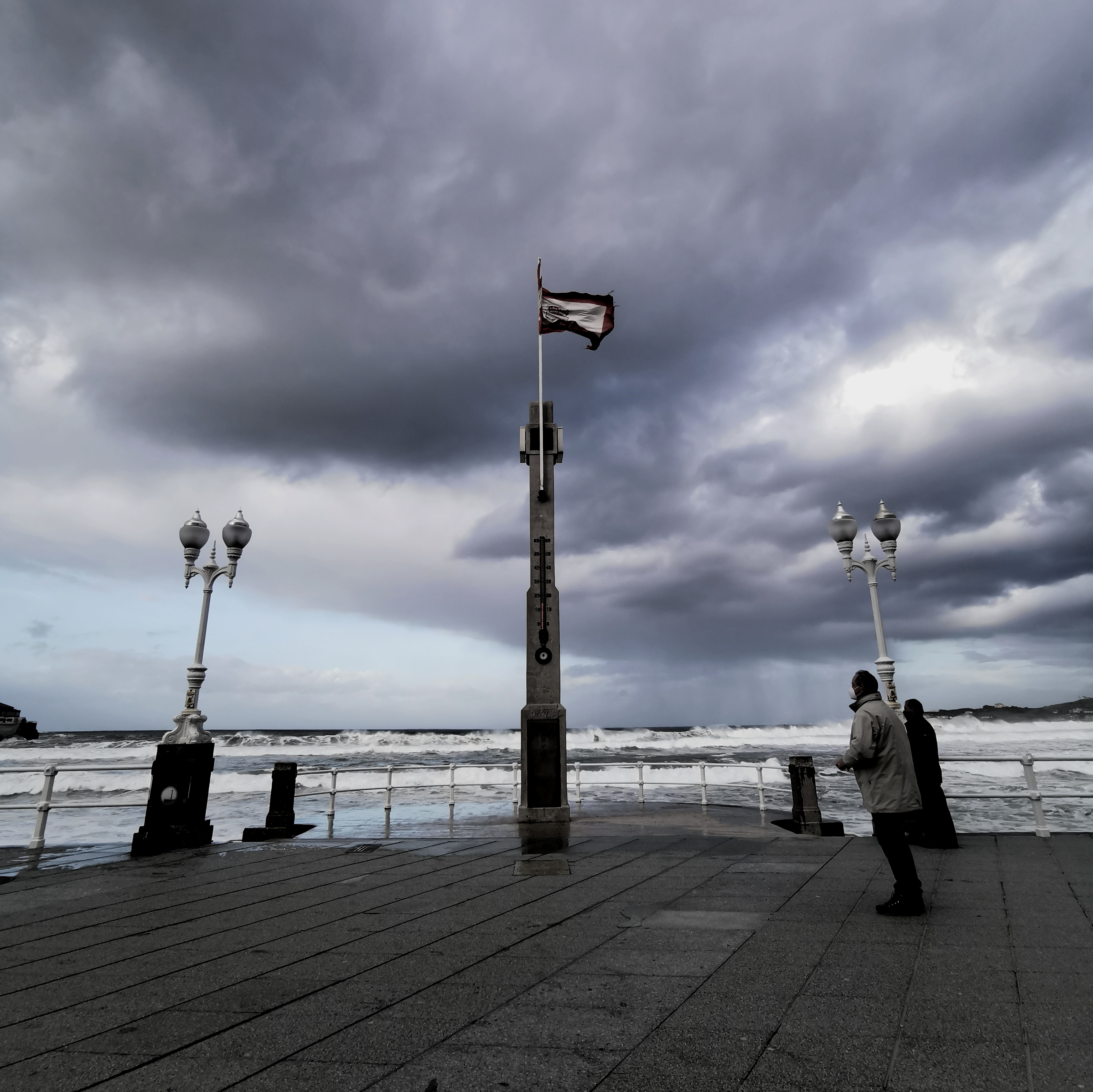
La Escalerona desde El Muro

Se trata de una escalera con tres tramos, el primer tramo está parcialmente enterrado en la arena y es el más grande. El segundo tramo, presenta un tambor cilíndrico que actúa como mirador y le da al monumento su frente característico. Finalmente, el tercer tramo conecta con el paseo marítimo y, en el centro del mismo, se erige un pilar que cuenta con un termómetro, relojes y una bandera de Gijón.